# Olenecamptus cretaceus
Olenecamptus cretaceus es una especie de escarabajo longicornio del género Olenecamptus, categorizada en la tribu Dorcaschematini, de la subfamilia Lamiinae. Fue descrita por Bates en 1873.

## Descripción
Mide 14-24,75 mm de longitud.

## Distribución
Se distribuye por China, Japón y Corea.